# Distretto municipale di Lawra
Il distretto di Lawra  (ufficialmente  Lawra District, in inglese) è un distretto della Regione Occidentale Superiore del Ghana.